# 未分類言語
未分類言語（みぶんるいげんご、Unclassified languages）とは歴史言語学の方法で、系統分類が確立されていない言語である。
言語は様々な要因で分類不可能になり得るが、その最大の理由はデータの不足である。また言語接触により、語彙または形態の様々な層が様々な方向を指し、言語の祖先の形を表すものが明確でない場合に、未分類言語となることがある。未分類の消滅した言語のうちの大半は単純な資料不足によるものである。
多くの言語データが存在し、多くの研究がなされてもなお系統分類が決定できない言語（例えばバスク語など）は孤立した言語（所属言語が1言語だけの語族）となる。したがって未分類言語は、より良いデータが利用可能になるか、より徹底的な比較研究が行われると、確立された語族に属することが判明する可能性がある。資料がほとんど確保されずに消滅した未分類言語は、新しい史料もしくは生き残った話者集団が発見されない限り、そのような状況が変わる可能性はほとんど期待できない。

## 現存する未分類言語
- オンゴタ語
- センチネル語
- en:Hodï language
- en:Kwaza language

## 未分類の消滅した言語

### アフリカ大陸
- メロエ語
- オロポン語（英語版）

### ヨーロッパ
- ミノア語
- イベリア語
- タルテッソス語
- ピクト語
- フン語

### 西アジア
- ハッティ語
- カッシート語（英語版）
- ハラッパー語

### 東アジア
- 百越語
- 匈奴語
- 扶余語
- 渤海語
- 韓系諸語
- 伽耶語

### 南北アメリカ大陸
- en:Adai language
- en:Beothuk language
- en:Calusa language
- en:Cayuse language
- en:Karankawa language
- en:Maratino language
- en:Naolan language
- en:Solano language
- en:Alagüilac language
- en:Baenan language
- en:Culle language
- en:Gamela language
- en:Gorgotoqui language
- en:Huamoé language
- en:Natú language
- en:Omurano language
- en:Pankararú language
- en:Puquina language
- en:Tarairiú language
- en:Taushiro language
- en:Tequiraca language
- en:Tuxá language
- en:Xocó language
- en:Yurumanguí language